# Ted Hughes

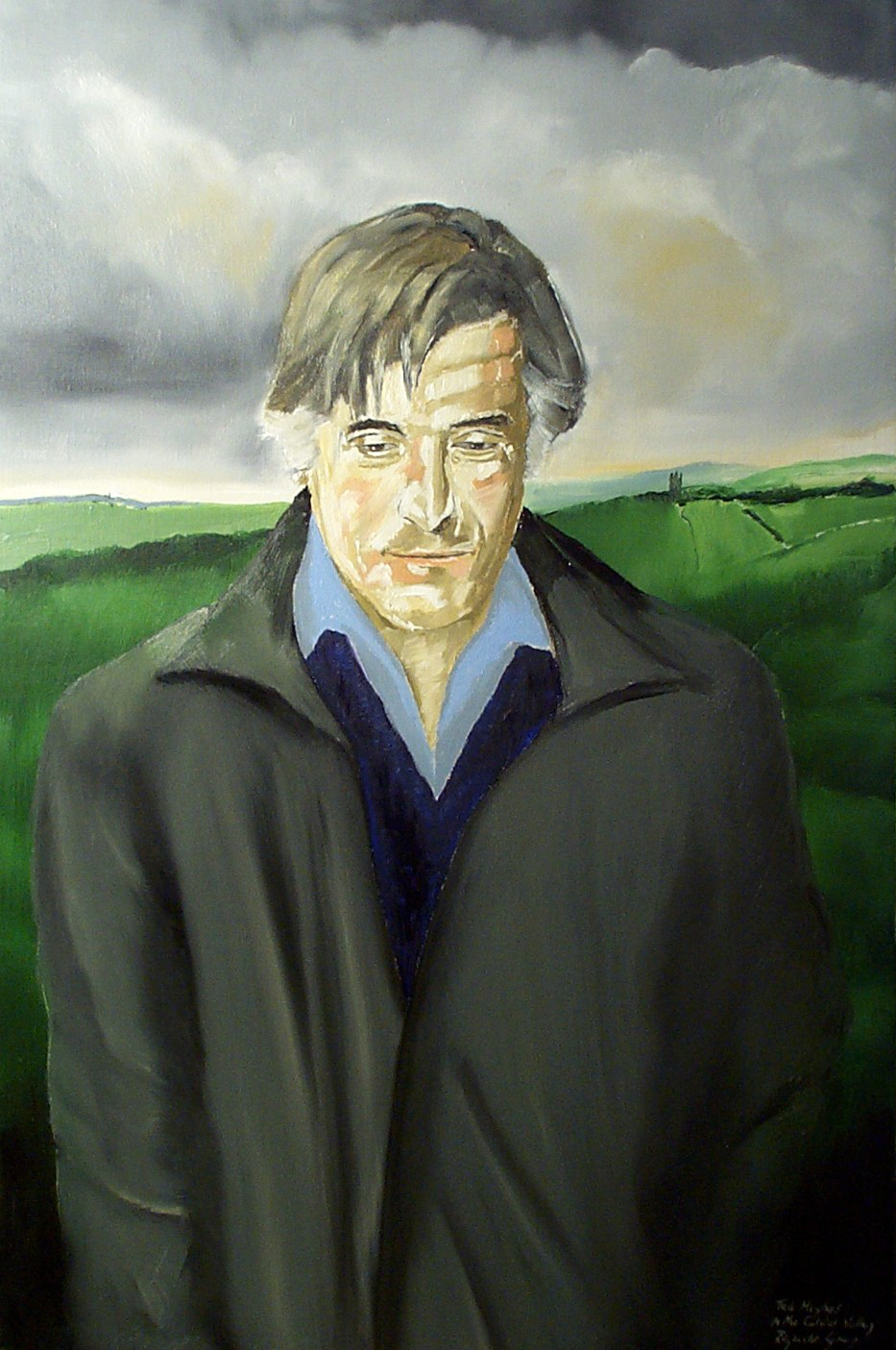
Ted Hughes, målning av Reginald Gray.

Edward James "Ted" Hughes, född 17 augusti 1930 i Mytholmroyd, West Yorkshire, död 28 oktober 1998 i London, var en brittisk författare och poet.
Hughes studerade antropologi vid universitetet i Cambridge. Han var gift med den amerikanska poeten och författaren Sylvia Plath 1956-1963 fram till hennes död (självmord). Han var senare tillsammans med den tyska poeten Assia Wevill. Under 1950-talet flyttade de till USA där han undervisade vid Amherst College. 
Hughes utnämndes till brittisk hovskald ("poeta lauretus") 1984. Bland hans verk kan nämnas The Hawk in the Rain (1957), Lupercal (1960), Wodwo (1967), Cave Birds (1978) och River (1983). Han skrev även barnböcker.
Filmen Sylvia från 2003 handlar om Hughes och Plaths liv tillsammans. I filmen spelas Hughes av Daniel Craig.